# Río de Agres
El río Agres es una corriente de agua de poco caudal que discurre por la provincia de Alicante (España) y que nace en el término de Agres, recorre su valle, y atraviesa los términos municipales de Muro de Alcoy y Alcocer de Planes, desembocando en el río Serpis por su margen izquierdo, el cual desembocará posteriormente en el Mediterráneo. Tiene una longitud de 12 km.